# Onslunda kyrka
Onslunda kyrka är en kyrkobyggnad belägen centralt i tätorten Onslunda. Den tillhör Brösarp-Tranås församling i Lunds stift.

## Kyrkobyggnaden
När biskop Wilhelm Faxe besökte den gamla kyrkan 1838 fann han den i mycket dåligt skick. År 1844 bestämde sockenstämman att ett uttag skulle göras för byggandet av en ny kyrka.
Kyrkan uppfördes 1862 av gråsten och är inspirerad av romanska stildrag. Trappgaveltornet är relativt smalt jämfört med det rymliga långhuset. I kyrkans andra ände finns en halvrund absid med sakristia. Kyrkan är vitkalkad. Långhusets tak täcks av tegel, medan sakristian och tornet har tak av rödmålad plåt.

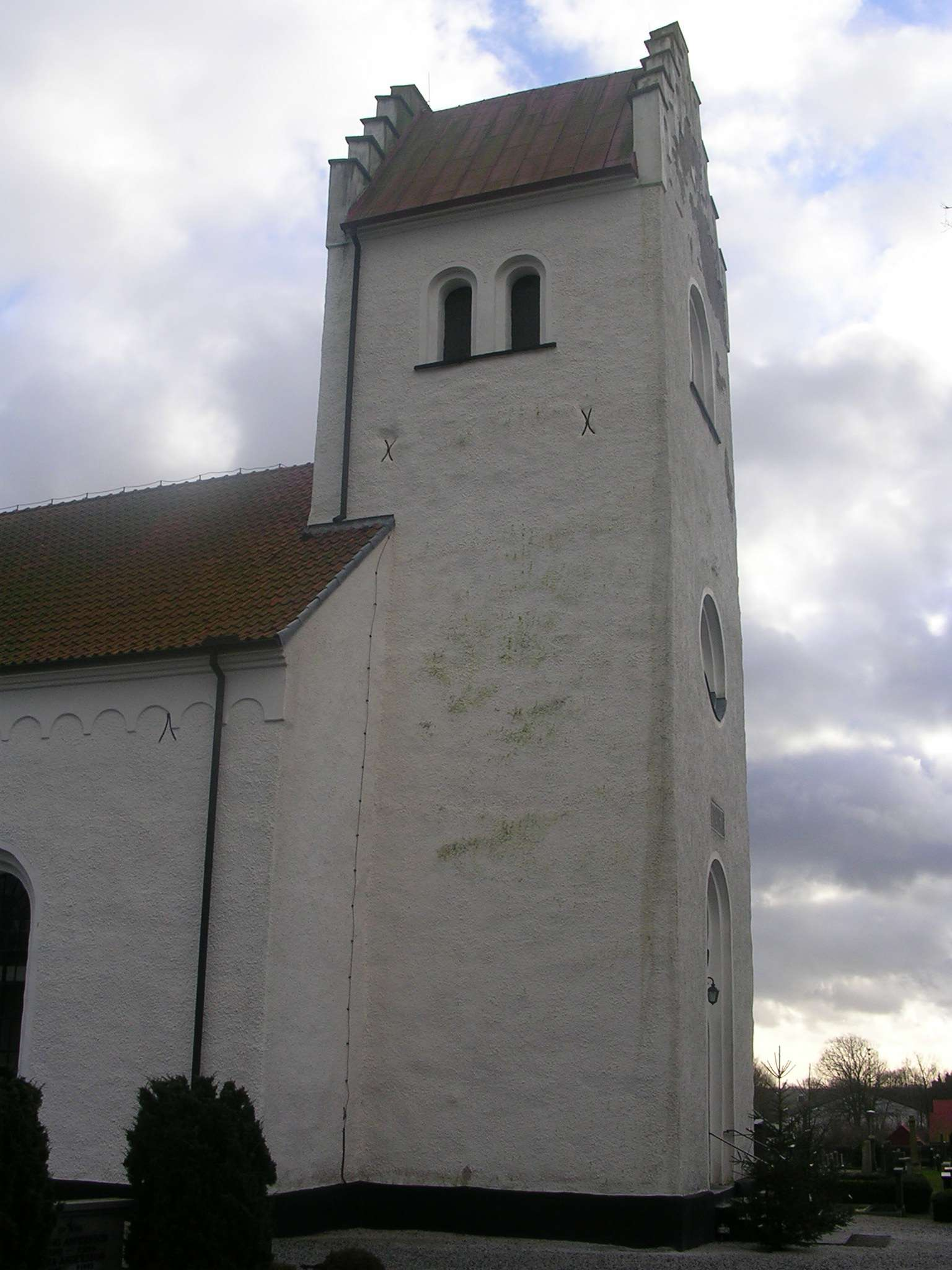
Kyrkotornet (2005).

Ovanför västportalen finns en skylt med texten "Byggd år 1862 under kånung Carl d K V regering".

## Inventarier
Flera inventarier bevarades från den gamla kyrkan. Det främsta av dessa är ett triumfkrucifix från 1200-talet, men även predikstolen och altartavlan kommer från den gamla kyrkan.

### Orgel
Den nuvarande orgeln byggdes 1912 av E A Setterquist & Son, Örebro och är en pneumatisk orgel.
| Huvudverk I   | Svällverk II      | Pedal      | Koppel    |
| Borduna 16´   | Rörflöjt 8´       | Subbas 16´ | I/P       |
| Principal 8´  | Salicional 8'     |            | II/P      |
| Oktava 4'     | Flöjt 4'          |            | II/I      |
| Kvinta 2 2/3' | Svegel 2'         |            | I 4'/I    |
| Mixtur 3 chor | Crescendosvällare |            | II 16'/II |